# Pacific County
Pacific County är ett administrativt område i delstaten Washington, USA, med 20 920 invånare. Den administrativa huvudorten (county seat) är South Bend.

## Geografi
Enligt United States Census Bureau har countyt en total area på 3 170 km². 2 416 km² av den arean är land och 754 km² är vatten.

### Angränsande countyn
- Grays Harbor County, Washington - nord
- Lewis County, Washington - öst
- Wahkiakum County, Washington - sydöst
- Clatsop County, Oregon - syd

### Orter
- Ilwaco
- Long Beach
- Raymond
- South Bend (huvudort)